# Tolkien: hombre y mito
Tolkien: hombre y mito es un libro de Joseph Pearce sobre J. R. R. Tolkien publicado por primera vez en 1998 por la editorial HarperCollins.
A través de la correspondencia de Tolkien, de los testimonios de familiares y amigos y de varias críticas, el libro profundiza en la vida, la obra y el carácter del filólogo y escritor, revela hechos y confronta los mitos que rodean a este autor. El libro ahonda en la cultura y el trasfondo en el que escribió, su inquietud con las posesiones y su fe religiosa. De la misma manera, el autor observa sus relaciones con sus colegas literarios y desvela la incómoda relación que mantenía con el autor de los libros de Narnia, C. S. Lewis.